# Star Lane (DLR)
Star Lane is een station van de Docklands Light Railway in de Londense wijk Canning Town. Het station werd in 2011 in gebruik genomen. Het ligt tussen de stations West Ham en Canning Town.